# Rostworowo
Rostworowo (pol. hist. Rozwarowo) – wieś w Polsce położona w województwie wielkopolskim, w powiecie poznańskim, w gminie Rokietnica.

## Nazwa
Pierwotna nazwa wsi brzmiała „Rozwarowo”. Według dr Zofii Zierhofferowej jej podstawą była nazwa osobowa Rozwar z sufiksem dzierżawczym „-owo”. Przezwisko Rozwar pochodzi natomiast od czasownika „rozwarzyć” czyli rozgotować lub „rozewrzeć” czyli otworzyć. Z biegiem czasu nazwa wsi ulegała zmianom, w których najpierw „a” przed „r” utożsamiło się z „o” i w wyniku tego powstała forma Rozworowo. W początku XVII wieku dostosowano ją do czasownika roztworzyć czyli otworzyć.
Od zmian, jakim ulegała nazwa wsi, uzależniona była również forma odmiejscowego nazwiska utworzonego od jej nazwy. Od XIV wieku do lat 30 XVII wieku w źródłach występują na przemian formy: Rozwarowski (Roswarowski), Rozworowski  (Rosworowski), Roztworowski (Rostworowski) oraz Rostwarowski. Nazwisko Rostworowski ustaliło się ostatecznie pod koniec lat 30. XVII wieku ale sporadycznie, pojawiają się także wcześniejsze jego formy, a najczęściej w odmianie Roztworowski.
Wieś pierwotnie związana była z Wielkopolską. Istnieje co najmniej od drugiej połowy XIV wieku. Wymieniona została w łacińskim dokumencie z 1386 jako „Roswarowo”, 1387 „Roswarouo, Roswarovo”, 1391 „Roszwarowo, Rosfarouo” oraz odmiejscowe nazwisko Roszwarofski, 1393 „Rozworow[o]”, 1397 nazwisko „Roswaroski”, 1419 (wg. kopii 1601-1602 „Roztworow[o]”, 1420 „Rosfarowo”, 1423 (wg. kopii z 1488/92) „Rosswarowo”, 1428 „Rozwarowo”, 1430 „Rosuarowo”, 1435 (wg. kopii z XV w.) „Rosszwalowo”, 1438 nazwisko „Rostworowski”, 1440 nazwisko „Roszvarowski”, 1447 nazwisko „Roszpharowsky”, 1500 „Rosffvarow”, 1514 „Rosparouo”, 1519 nazwisko „Roschwarowski”, 1563 „Rossworowo”, 1566 „Rosfforowo”, 1574 „Rostarowo”, 1602 „Rostworowo”.

## Historia
Miejscowość była początkowo wsią szlachecką należącą do lokalnych rodów wielkopolskich Rozwarowskich herbu Nałęcz, którzy od nazwy wsi przyjęli odmiejscowe nazwisko, a później także Nietążkowskich, Pijanowskich, Zbijewskich, Krzyżanowskich. W 1508 wieś leżała w powiecie poznańskim Korony Królestwa Polskiego w parafii Żydowo.
Właścicielem Rostworowa był wówczas Mikołaj Żydowski, który nosił to odmiejscowe nazwisko od nazwy wsi Żydowo, a później przyjął nazwisko Rostworowski od nazwy wsi Rostworowo. W 1402 był on zastępcą starosty generalnego Wielkopolski Tomasza z Węgleszyna, w październiku 1490 został wiceburgrabią starościńskim poznańskim oraz w 1414 wicewojewodą poznańskim z ramienia Sędziwoja Ostroroga wdy pozn.], później także kasztelanem santockim.
Pierwsze wzmianki z lat 1386-1393 dotyczą sporów majątkowych pomiędzy lokalnymi właścicielami ziemskimi w wyniku, których dochodzi do rozgraniczenia wsi Rostworowo oraz Nieczajny. W 1386 Mikołaj Żydowski oraz jego brat Dzierżek dziedzice w Żydowie oraz ich bracia, synowie zmarłego Niemierzy z Żydowa prowadzili spór sądowy z kasztelanem starogrogrodzkim Mikołajem z Bytynia, jego żoną Katarzyną oraz ich synami i innymi dziedzicami Nieczajny o rozgraniczenie obu wsi. W sądzie braci zastąpił Sędziwój Psarski ich stryj oraz prawny opiekun. W 1393 Mikołaj Żydowski ponownie wszedł w spór ze wspomnianą Katarzyną żoną Mikołaja o kopce, które usypał przed trzema laty pomiędzy Rostworowem, a Nieczajną.
W 1402 Dziersław z Rostworowa dowodził w sporze sądowym z Iwanem z Soboty, że jego parobkowie rąbali drzewo na terenie wspólnym pomiędzy Rostworowem, a Sobotą, a nie w dziale należącym do Iwana.
Miejscowość odnotowano również w historycznych rejestrach poborowych. W 1423 (wg. kopii z lat 1488/92) w Rostworowie było 12 łanów. W 1508 miał miejsce pobór ze wsi od 8 łanów oraz 6 groszy od karczmy. W 1510 w Rostworowie był folwark, 13 łanów, a w tym jeden opuszczony. W 1510 pobrano podatki od 8 łanów, jeden łan był opustoszały oraz objęty został wolnizną na zagospodarowanie. Sześć groszy zapłacił wówczas karczmarz od karczmy oraz od roli karczmarskiej. W 1563 miał miejsce pobór od 12 łanów oraz karczmy dorocznej. W 1577 pobór ze wsi zapłacił Maciej Rozwarowski. W 1580 również Maciej Rozwarowski zapłacił pobór z Rozwarowa od 6 łanów, kwarty roli karczmarskiej oraz 4 zagrodników. W 1581 i 1583 płatnikiem poboru był Maciej Rozwarowski.
Do czasu rozbiorów leżała w Rzeczypospolitej Obojga Narodów. Wskutek II rozbioru Polski w 1793, miejscowość przeszła pod władanie Prus i jak cała Wielkopolska znalazła się w zaborze pruskim.
We wsi znajduje się zabytkowy zespół dworsko-folwarczny, w skład którego wchodzi dwór murowany z końca XVIII wieku, przebudowany w 2. połowie XIX wieku i po 1918 (dobudowa skrzydła), pozostałości bramy i park krajobrazowy, a także zabudowania folwarczne. Zespół był początkowo własnością Rostworowskich, od końca XVIII wieku Krzyżanowskich, a w XIX i XX wieku Szołdrskich z pobliskiego Żydowa. Majątek w 1926 liczył 595 ha.
W latach 1975–1998 miejscowość administracyjnie należała do województwa poznańskiego.